# Italiens volleyballlandshold (damer)
Italiens volleyballlandshold er Italiens landshold i volleyball. I løbet af 2000'erne har holdet været et af verdens bedste landshold. Det har vundet EM tre gange (2007, 2009 og 2021) og VM en gang (2002).